# Иванов (фамилия)
Ивано́в (реже Ива́нов) — одна из наиболее распространённых русских фамилий. В списках общерусских фамилий Унбегауна и Журавлёва фамилия Иванов занимает первое место, в списке Балановской — второе место.
Входит в экземплификативную формулу «Иванов, Петров, Сидоров».

## Происхождение фамилии
Патроним, образован от крестильного имени отца или деда Иван < Иоанн (иврит. יהוחנן) с присоединением притяжательного суффикса -ов- : чьи дети? Ивановы. Исходно — Ивановы, имя рода, семьи. Русское имя «Иван» восходит к еврейскому «Йоханан» — «благодать Божия».
Иванов также — отчество от крестильного имени. В XIX в. (по крайней мере в начале и середине века) фамилия преимущественно употреблялась с ударением на а — Ива́нов. Сейчас она чаще используется с ударением на последнем слоге — Ивано́в. Вариант Ива́нов в начале XX века ощущался как присущий дворянству, хотя исторически это далеко не обязательно: есть как дворяне Ивано́вы, так и недворяне Ива́новы.

## Болгарская фамилия
Существует также болгарская фамилия Ива́нов (с ударением на второй слог).

## Марийская фамилия
Эта фамилия также очень популярна среди марийцев. В «Марийской биографической энциклопедии» Валерия Мочаева из 3849 известных и выдающихся марийцев 39 носят фамилию Иванов.

## Фамилия в других народах России
Фамилия «Иванов» наиболее употребляемая фамилия для новокрещенных представителей, так называемых, малых народов России. Как, впрочем, и для большого числа крестьян во времена крепостного права: в деревнях и селах с однородным населением редко прибегали к употреблению фамилий от прозвищ. Данные прозвания преимущественно закреплялись за вновь поселенными.

## Образ в культуре
Когда хотят сказать об усреднённом русском человеке, то обычно приводят экземплификативную формулу «Иванов, Петров, Сидоров», как пример «самой русской фамилии».
Имя Иван Иванович Иванов часто встречается как обобщённый образ русского человека вообще, в английском языке в таком же качестве фигурирует имя Джон Смит.
- Антон Павлович Чехов написал пьесу, которую назвал по фамилии героя Ива́нов
- Саша Чёрный в стихотворении «Ламентации» пишет:

В книгах гений Соловьёвых,
Гейне, Гёте и Золя,
А вокруг от Ивановых
Содрогается земля.
- Владимир Маяковский, «Товарищ Иванов», 1927

Товарищ Иванов -
 мужчина крепкий,
в штаты врос
 покрепше репки.
Сидит
 бессменно
 у стула в оправе…
- У Заболоцкого в стихотворении «Ивановы» (1928):

Но вот все двери растворились,
Повсюду шепот пробежал:
На службу вышли Ивановы
В своих штанах и башмаках.
(…)
О мир, свернись одним кварталом,
Одной разбитой мостовой,
Одним проплеванным амбаром,
Одной мышиною норой,
Но будь к оружию готов:
Целует девку — Иванов!
- В фильме Георгия Данелия «Афоня» герои Афоня и Егоза дразнят деда:

— Иван Иваныч Иванов с утра ходит без штанов!
— Иванов Иван Иваныч надевает штаны на ночь!
- Борис Гребенщиков в песне «Иванов»:

А кругом простые люди,
Что, толпясь, заходят в транспорт,
Топчут ноги Иванову,
Наступают ему прямо на крыла.
- У Александра Розенбаума в «Песне о врачах неотложки»:

Иван Иваныч Иванов
Прошёл войну и был здоров,
Хоть регулярно принимал на грудь.
Но вот в один прекрасный день
Иваныч сел на бюллетень
И не встаёт с него ни на чуть-чуть.